# 美國：從自由到法西斯主義
《美國：從自由到法西斯主義》（英語：America: Freedom to Fascism）是一部在2006年由阿羅·拉索執導拍攝的紀錄片，這部片在美國部分城市上映。
這部紀錄片探討了許多有關抗稅運動的題材，包括了美國國家稅務局（Internal Revenue Service）、所得稅、联邦储备系统、國民身分證、植入人體RFID標示（間諜晶片）、Diebold電子投票機器、全球化、美國淪為警察國家的可能性，以及其他主張政府迫害公民權利的案件。
這部片中假設的一些前提為：
- 聯邦儲備系統不但違反了憲法，而且膨脹了美國的國債、使美國政府正在邁向破產的邊緣。
- 聯邦所得稅的開徵是為了維護、或至少有一部分原因是出自於聯邦儲備系統的創立。
- 聯邦所得稅是違憲的，或者在法律上是無效的。
- 企圖以開徵聯邦所得稅來抵銷聯邦儲備系統所造成的負面經濟影響，是註定失敗的。

## 聯邦儲備系統以及片中的訪問
影片中有不少時間是用於檢驗聯邦儲備系統，包括了儲備系統最初的創建和其實際上的作為。影片中主張「聯邦儲備銀行」只是一個私人的銀行系統機構，是個追求利潤的公司，而非政府的機構，同時聯邦儲備銀行被創建用以代表聯邦政府印製鈔票，其印製鈔票的花費最終是由個人所得稅支配（透過債券利息）。影片也強調了美元並不是由黃金所支撐的事實，並且主張這代表了美元除了透過未來所得稅的稅款外，並沒有任何「實際的」價值依靠。也因此，影片中將聯邦儲蓄銀行發布的鈔票視為是一種由美國人民負擔的「債款」而非「財富」。
依據影片的說法，聯邦儲備系統是透過操弄一般被稱為「商業週期」的經濟擴張和緊縮來運行的，藉由印製更多鈔票投入經濟體系中，聯邦儲備系統人為地減低了借債的難度，同時也導致貨幣的貶值，接著還以拉高利率的方式來混合通貨膨脹。依據影片的說法，這種操弄行為要替96%的美元貶值負起責任，因為它持續惡化了自從1913年聯邦儲蓄法以來美元與真實黃金之間的價值差異。影片中說這種隨意印製紙幣、接著將紙幣混合進流通貨幣中的行徑是一種稱為「貶值」的過程，而這種過程便是通貨膨脹的根本來源。從這個角度出發，影片主張聯邦儲蓄銀行不但控制了貨幣的發行和供給，也控制了貨幣的價值。
影片中的重點在於指出貨幣政策在歷史上一直是政府控制人民最有效的手段，並且也是違反憲法的最嚴重現象，同時影片中也質疑那些控制了聯邦儲備系統的人有著控制全球的野心。
影片中也主張那些控制了聯邦儲備系統的私人集團已經存在超過一個世代了，依據影片的說法，大多數美國人都對於聯邦儲備銀行的真實運作一無所知，尤其是在遭到腐敗的政客和被控制了的媒體的影響之後。依據影片中的描述，透過一些看似合法而專業的藉口—例如「債款貨幣化」、「調整貨幣政策以配合流動增加」，這些利益集團隱藏了在聯邦儲費系統背後的真相。
影片中的論點是聯邦儲備系統根本沒有權力壟斷美國的貨幣供給，影片中主張：「美國原本一直過的好好的，直到聯邦儲備系統成立為止」（在從導演者的觀點來看，這個事實讓人質疑為何聯邦儲備系統最初要被創建）。
影片中主張美國國會在實際上對於聯邦儲備系統毫無管轄權力、也沒有施予任何監督，也因此美國國會根本無法控制美國貨幣的價值。影片指出美國憲法中的第一條第八節條文明令國會應該對於貨幣的價值有所控制，在條文（第五款）中明令美國國會應該有權力「鑄造貨幣，釐定國幣及外幣之價值…」
影片的最後還呼籲觀眾應該採取行動廢止聯邦儲備系統。

## 聯邦所得稅以及片中的訪問
透過訪問許多曾在美國稅務局工作的幹員和其他人，拉索提出了一個抗稅的論點：「根本就不存在任何授權徵收所得稅的法律」，並且主張個人所得稅是被非法徵收用以資助聯邦儲蓄系統的稅賦。影片中提起了美国宪法的第一條第八節的條文，亦即那則授權國會徵收稅賦的條文，同時也舉出第十六號憲法修正案，這個修正案移除了任何由地方州直接分配稅賦的規定，影片中主張這個修正案根本就是非法的。透過一系列的訪問，影片主張在美國根本不存在授權政府徵收所得稅的法律。
影片中的演出者之一—知名的抗稅運動者Irwin Schiff在2006年2月24日被以逃稅罪名判決了13年又7個月的監禁徒刑，還被判追繳超過$420萬的稅款。在判決前的法庭對質記錄中，Schiff的律師還以他患有對稅賦議題的心理失調為由來替他辯護。最初影片只將Schiff指名為稅賦的「專家」，雖然影片沒有提到Schiff和其他受訪者的真實資歷，要直到影片的後半段才揭露Schiff已經身陷牢獄的事實。
Schiff在影片中出現也是出自另外一個原因，影片諷刺了地方法院法官Kent Dawson對於Schiff的自辯的回應，影片宣稱法官當時「阻止Irwin向陪審團證明根本沒有法律要求美國公民提報所得稅的事實」。在影片的0:48:28，法官在拒絕讓Irwin向陪審團證明根本沒有這樣的法律存在時，情急之下竟這樣說道：「我不會允許在我的法庭裡出現法律」。雖然在美國的法律制度之下，一般的規則也沒有允許法庭雙方說服陪審團自己對於法律的解讀。
另一位演出者Vernice Kuglin也曾被以逃漏稅罪名起訴，最後在2003年8月被判決無罪。法庭判決她並非故意逃漏所得稅（逃漏稅罪名若要成立，除了其他證據外，至少需要政府證明被告進行了一件或以上的企圖欺騙政府以隱藏真實收入的行徑）。Kuglin在2004年與政府達成協議，她同意支付超過$500,000元的稅金和罰款。在2007年4月30日Memphis Daily News報導指出Kuglin的聯邦稅賦糾紛依然沒有解決，法庭宣布置留了她價值超過$188,025元的財產。

## 批評
在影片的開頭四分鐘，阿羅·拉索引用了一段已被廣泛流傳的第28任美国总统伍德罗·威尔逊的名言：
|  | 我是世界上最不開心的人了，我已經在無意中毀滅了我的國家。原本一個如此偉大的工業國家，現在竟被其貨幣體制所操控。我們不是再是一個由自由輿論組成的政府，也不再是一個以理念和多數派選票支持的政府，而是一個由一小撮人士掌控和操弄的政府。 |

不過，這句經常被引用的名言其實是好幾段演講的混合，當中也只有一部分是威爾遜所說過的。前兩句話的真實性仍無法確定，而且沒有證據顯示是威爾遜所說的。

## 外部連結
- 在Google Video的影片
- Income Tax: Voluntary or Mandatory? （页面存档备份，存于） 對於影片的批評
- Freedom to Fascism: Outing the Constitutional Criminals 美國平民黨對於此片的評論